# 本部朝救
本部 朝救（もとぶ ちょうきゅう、乾隆6年10月20日（1741年11月27日） - 嘉慶19年7月14日（1814年8月28日））は、琉球王国の歌人。沖縄三十六歌仙の一人。正式には本部按司朝救と称する。唐名は、向国珍（しょうこくちん）。向氏本部御殿五世。位階は按司。真境名安興の『沖縄一千年史』に、古より最も有名な琉歌の歌人6人のうちの1人に挙げられているが、詳細な経歴は不明。1773年、浄岸院の進香使として薩摩へ上国している。また、同じ三十六歌仙である摂政・読谷山王子朝憲や三司官・与那原親方良矩らとともに歌会に参加した記録が残されている。
『古今琉歌集』に10首あまりの歌が伝えられている。恋を詠んだ歌が多い。そのうちの一つに
が収録されている。